# Taira

Klanen Tairas fjärilssymbol kallas ageha-cho (揚羽蝶) på japanska.

Taira  är en japansk familj och klan i krigaradeln (buke) vars namn även kan utläsas med det sinojapanska uttalet Heike. Ett flertal japanska kejsare har varit på spinnsidan av Taira-börd. De kämpade om makten mot familjen Minamoto i Genpei-kriget 1180–1185 och besegrades slutgiltigt vid sjöslaget i Dan no Ura.